# Cayo Plaucio Deciano
Cayo o Gayo Plaucio Deciano  fue cónsul en 329 a. C. con Lucio Emilio Mamercino Privernas. Fue a su provincia asignada durante su consulado para continuar la guerra contra la ciudad de Privernum, mientras que su colega se dedicaba a reunir un gran ejército para enfrentarse a los galos, pues se tenían informes de que marchaban hacia el sur. Pero estos informes demostraron ser infundados y todas las fuerzas romanas fueron ocupadas contra Privernum. La ciudad fue tomada, sus paredes fueron derribadas y una fuerte guarnición romana quedó en el lugar. A su regreso Deciano celebró un triunfo. Durante los debates en el Senado sobre cuál iba a ser el castigo a infligir a los privernates, Deciano humanamente trató de aliviar su suerte.
Según los Fastos, también fue cónsul en el año siguiente, pero Tito Livio menciona en su lugar a Publio Plaucio Próculo.
En 312 a. C., Deciano fue censor con Apio Claudio el Ciego y, tras 18 meses de magistratura, la dejó de conformidad con la lex Emilia, mientras que Apio rechazó obedecer la ley permaneciendo como censor en solitario.